# 建築確認
建築確認（けんちくかくにん）とは、建築基準法に基づき、行政庁の建築主事又は民間企業の指定確認検査機関が建築物、建築設備、工作物の建築計画・築造計画が建築基準法令や建築基準関係規定に適合しているかどうかを工事着手前に審査する行政行為である。

## 目的・背景
建築確認は、都市計画法等と併せ、健全な都市の形成を促すことや用途上特に慎重を期さなければならない建築物などの性能確保を目的としており、行政行為としての「確認」は、工事着手後に法令違反を発見し是正を求めるよりも工事着手前に建築計画の法適合性をチェックする方が合理的であることから行うものである。その意味で「確認」とは、禁止や規制事項に対し解除を求める場合の「許可」とは別の行政行為であるが、建築確認前の工事着手を禁止しているところから、実質的には許可に近い。
（⇨下記"建築確認と許可の違い"を参照）
建築基準法は、全ての建築物に適用されることから、建築確認が無い（建築主事や指定確認検査機関による法適合のチェックが無い）建築物（⇨下記"建築確認が必要な建築行為"参照）においても、建築主等によって建築基準法への適合状態を保持されなければならない。故意・過失によらず工事の結果、違反建築物になってしまった場合は、建築主等に違反の是正工事を行う義務が生じる。ただし一般的に建築主は建築基準法に精通していないため、建築主が自ら違反状態を発見することは少ない。第三者により違反状態が露見する場合としては、例えば、下記"建築確認が必要な建築行為"が行われる場合、建築監視員によるパトロールが行われる場合、建築基準法12条に規定される建築物定期調査・検査が行われる場合などがある。なお新たに増築、改築、大規模の修繕・模様替え、用途変更を計画している場合で、違反状態が露見した場合は、違反状態が解消されなければ建築確認における検査は合格にならない。
なお、既存建築物が現行の建築基準法に適合していなくても、建築当時の建築基準法には適合しているために現行の建築基準法に適合させる義務が生じない（既存不適格建築物という）場合や、或る条件の下で現行の建築基準法に適合させる義務が生じない（現行の建築基準法を遡及的に適用させる義務が生じない）場合がある。既存不適格建築物等と違反建築物は区別される。

## 建築確認の必要な建築行為

### 建築確認の必要な建築物
以下のいずれかに該当する建築物を新築、増築、改築、移転（※増築、改築、移転の場合は、これらの部分の床面積が10平方メートル以内のものを除く）、大規模の修繕・模様替え、類似でない用途変更をする際には、工事着手前に建築確認を受けなければならない。
- 下記用途に供する床面積の合計が200平方メートルを超える建築物

```
⇨ 劇場、映画館、演芸場、観覧場、公会堂、集会場、病院、診療所（患者の収容施設があるものに限る）、ホテル、旅館、下宿、共同住宅、寄宿舎、児童福祉施設等（建築基準法施行令19条に列挙されるもの）、幼保連携型認定こども園、学校、体育館、博物館、美術館、図書館、ボーリング場、スキー場、スケート場、水泳場、スポーツの練習場、百貨店、マーケット、展示場、キャバレー、カフェー、ナイトクラブ、バー、ダンスホール、遊技場、公衆浴場、待合、料理店、飲食店、物品販売業を営む店舗（床面積が10平方メートル以内のものを除く）、倉庫、自動車車庫、自動車修理工場、映画スタジオ、テレビスタジオ 等
```

※令和元年6月25日に建築基準法の改正施行により従来の100平方メートル⇒200平方メートルに緩和された
- 階数が3以上か、延べ床面積が500平方メートルを超えるか、最高高さが13メートルを超えるか、軒の高さが9メートルを超える木造の建築物
- 階数が2以上か、延べ床面積が200平方メートルを超える木造以外の建築物

上記のいずれにも該当しなくても、都市計画区域・準都市計画区域内で新築、増築、改築、移転（※増築、改築、移転の場合は、これらの部分の床面積が10平方メートル以内のものを除く）をする建築物や、都市計画区域外・準都市計画区域外で土砂災害特別警戒区域等で新築、増築、改築、移転（※増築、改築、移転の場合は、これらの部分の床面積が10平方メートル以内のものを除く）をする建築物は、建築確認が必要である。
防火地域・準防火地域内で新築、増築、改築、移転（※増築、改築、移転の場合は、これらの部分の床面積が10平方メートル以内のものも含む）をする建築物は、建築確認が必要である。

### 建築物以外の工作物
上記の各建築物のほか、昇降機等の建築設備、一定規模・条件の煙突、柱、広告塔、広告板、装飾塔、記念塔、高架水槽、サイロ、物見塔、擁壁、乗用エレベーター・エスカレーター（観光用で一般交通の用に供するものに限る）、ウォーターシュート、コースター、メリーゴーラウンド、観覧車、オクトパス、飛行塔、自動車車庫（※建築物でないもの）等の工作物も建築確認が必要である。
なお塀は、建築基準法の定義上は"工作物"ではなく"建築物"に該当する。
建築物、建築設備、工作物の建築・築造途中や完成後に受けなければならない検査を含めて、一連の行為を"確認検査"という。

### 適用除外
以下のいずれかに該当する建築物は、建築基準法の規定は適用されないため、建築確認の申請は必要ない。
- 文化財保護法によって国宝、重要文化財、重要有形民俗文化財、特別史跡名勝天然記念物又は史跡名勝天然記念物等に指定または仮指定された建築物
- 旧重要美術品法で重要美術品等として認定された建築物
- 文化財保護法に定める保存建築物のうち、建築主事を置く地方公共団体の長（特定行政庁）が建築審査会の同意を得て指定したもの
- 以上の建築物であったものの原形を再現する建築物で、特定行政庁が建築審査会の同意を得てその原形の再現がやむを得ないと認めたもの

ただし、文化財保護法により、国宝・重要文化財等について現状変更またはその保存に影響を及ぼす行為をしようとするときは文化庁長官の許可を受けなければならない。
（既存不適格の建築物については、その適合しない部分について建築基準法の規定は適用されない。）

## 建築確認の手続
建築確認の実施主体
確認検査を行い、公文書（確認通知書（※現在は確認済証という）、検査済証等）を交付するのは、従来、地方自治体の建築主事だけであったが、平成11年5月1日の改正建築基準法の施行により、民間企業である指定確認検査機関の社員で建築基準適合判定資格者も確認検査を行い、確認済証、検査済証を交付することができるようになった。
建築主事を置く役所は特に『特定行政庁』と呼ばれ、建築確認以外にも建築基準法に基づく許可等の行政行為も行っている。

また、建築物の建築主が国や独立行政法人（合同庁舎、裁判所、国立大学・高等専門学校・図書館、国立病院、国立美術館・博物館ほか）、都道府県又は建築主事を置く市町村（庁舎、公立学校、公立病院、公営住宅、公立美術館・博物館ほか）である場合においては、当該工事に着手する前に、その建築計画を建築主事に通知され（一般的に"計画通知"という）、建築確認と同様の審査が実施される。
建築確認申請
建築主が建築物を建築するにあたっては、まず建築主事か指定確認検査機関へ建築確認を申請しなければならない。申請後、建築基準法に適合する建築計画であるか審査され、建築基準法に適合する計画であれば確認済証が交付される。確認済証の交付を受けなければ、工事に着手してはならない。なお建築確認申請にあたり地権者や周辺住民の同意は必要ない。

建築主事は、建築確認の申請を受理した場合、その受理した日から、大規模建築物（建築基準法6条1項1号-3号に該当するもの）については35日以内、その他の建築物（建築基準法6条1項四号に該当するもの）については7日以内に審査しなければならない。指定確認検査機関にはこのような審査期間の制限はない。

また、建築主事・指定確認検査機関は、管轄の消防長または消防署長の同意を得なければ確認をすることができない。この同意は行政機関相互間の行為であって、行政処分（行政事件訴訟法第3条2項）には当たらない。

宅地建物取引業者は、新築物件（未完成物件）の販売では、確認済証の交付を受けるまで販売行為だけでなく、広告もしてはいけないことになっている。申請中である旨を明示したとしても広告はできない。ただし賃貸借契約であれば建築確認前でも契約を締結できる。

建築条件付土地取引 の場合には、先に土地の売買契約を行ってから買主のプランに基づいた建築確認申請を行うことになる。また、工事着手後に買主の希望などで設計変更した場合には、変更に基づいた手続きをしなければならない場合がある。

建築確認等の処分について不服がある場合、建築審査会に対して審査請求することができる。また、建築審査会の裁決に不服がある者は、国土交通大臣に対して再審査請求をすることができる。なお、かつて建築確認処分についての不服の訴えは審査請求の裁決を経た後でないと提起できないとされていたが、行政不服審査法の平成28年4月1日の改正施行によりこれは廃止された。
工事着手
確認済証の交付を受けると、実際の工事に取りかかる。工事の施工者は、工事現場の見やすい場所に、建築主、設計者、工事施工者および工事の現場管理者の氏名または名称ならびに建築確認を受けた旨の表示をしなければならない。また工事現場に当該工事にかかる設計図書を備えておかなければならない。
中間検査申請
特定工程を要する建築物の場合、建築主は当該特定工程にかかる工事を終えた日から4日以内に到達するように建築主事の中間検査を申請するか、4日が経過する日までに指定確認検査機関に中間検査を申請しなければならない。中間検査に合格すると、中間検査合格証が交付される。なお、特定工程後の工程にかかる工事は、中間検査合格証の交付を受けた後でなければ施工できない。
完了検査申請
建築主は工事完了の日から4日以内に建築主事に到達するように完了検査を申請するか、4日が経過する日までに指定確認検査機関に完了検査を申請しなければならない。建築主事は受理日から7日以内に完了検査を行い、問題がなければ建築主に検査済証を交付しなければならない。指定確認検査機関が引き受けを行った場合は当該工事完了日または引き受け日のいずれか遅い方から7日以内に完了検査をしなければならない。
建築物の使用
大規模建築物（建築基準法6条1項1号-3号）を新築、増築、改築、移転、大規模の修繕・模様替えの工事で、避難施設等に関する工事を含むものを行う場合、建築主は、検査済証の交付を受けた後でなければ、当該建築物を使用しまたは使用させてはならない。

以下の場合は検査済証の交付を受ける前でも仮使用が認められる。
- 特定行政庁が安全上・防火上・避難上支障がないと認めたとき。
- 建築主事か指定確認検査機関が安全上・防火上・避難上支障がないものとして国土交通大臣が定める基準に適合していることを認めたとき。

現在では、建築確認から完了検査までの手続きをきちんと行い、検査済証を取得しないと住宅ローンの融資をしない金融機関が多くなっている。

## 建築確認と許可の違い
許可とは、原則として禁止 された行為を、特定の人に対して、その原則に反して行為を認めるもので、例外措置である。許可は条文上、することができる ものであり、理論上は、行政は任意に許可しないこともでき、これは（理論上は）合法である（条文に「許可しなければならない」と記述されているものは除く）。
それに対し、建築基準法のみに限って言えば、建築基準法に適合した建築行為は禁止されておらず、誰であれ、適法な建築物を自由に建築できる。従って、建築行為には許可制度は馴染まないとされる。
判例においては、建築工事が完了すれば、建築確認に対する取消訴訟の訴えの利益は消滅することが判示されている。

## 建築基準関係規定
建築確認の際に、適合させる必要がある法令の規定を建築基準関係規定という。具体的には建築基準法、同法に基づく命令及び条例の規定（「建築基準法令の規定」）のほか、建築基準法施行令第9条に規定される各法令（消防法、屋外広告物法、都市計画法等の一部）の規定である。
建築確認では、建築基準法以外の問題を理由に確認を保留することは違法である。理論上は、計画が適法でありさえすればよく、その実現可能性は問われない。このように建築基準法では、行政側にも「適法な計画を妨害しないこと」を求めている。建築行為はあくまで個人の問題であり、行政の過大な介入を禁じることも目的としている。現実には、実現可能性が低い計画や、周囲の状況と比較して矛盾や重大な疑義のある計画については、行政指導の範囲で確認を保留するケースが見られる。
建築確認は建築基準関係規定に適合するかどうかを審査するもので、あらゆる法令に適合するかを審査する訳ではない。例えば民法では、建物を境界線から50センチメートル以上離すよう規定されているが、民法は建築基準関係規定ではない。建築確認を通ってしまった場合は当事者が民事で争わなくてはならない。また、建築基準法以外の問題から訴訟に発展した国立マンション訴訟のようなケースもある。
かつては一部の建築物に対して法令上は要求がなくとも周辺住民との調整などを求め、それ無しには建築確認を行わない特定行政庁も存在した。行政指導の範囲を超えた要求は判例で違法とされたこともある。現在では、指定確認検査機関による建築確認が行われるようになり、申請者側がその様な特定行政庁への建築確認申請を回避することが出来るようになったため、このような行為は不可能になっている。